# 趙錦 (嘉靖進士)
趙錦（1516年—1591年），字元朴，号麟阳。明朝紹興府餘姚縣（今宁波余姚市）人。明朝政治人物。嘉靖甲辰進士，歷官世宗、穆宗、神宗三朝，官至刑部尚書，赴任途中卒。

## 生平
师事王守仁。縣學生，治易经，嘉靖二十二年（1543年）癸卯科浙江鄉試第七十九名举人，二十三年（1544年），联登甲辰科三甲第五十七名進士，授江阴知县，擢南京御史。嘉靖三十二年（1553年），弹劾严嵩被逮下狱，被斥为民。
穆宗即位，升光禄寺卿。以违抗军令之罪弹劾陆光祖。隆庆元年 (1567年) 以右副都御史巡抚贵州。入京为大理寺卿，历官工部左、右侍郎。
万历年間官至吏部尚书。他“以居正操切，頗訾議之”，得罪张居正，張居正令給事中費尚伊彈劾趙錦“讲学谈禅，妄议朝政”，罷職。張居正死，起任左都御史，万历十一年（1583年），張居正家被抄时，他为之营救，以为张居正“未尝别有异志”。十二年九月加太子少保，十三年四月加兵部尚书，掌都察院事如故。十四年丁继母鲁氏憂歸鄉，家居六年，萬曆十九年（1591年）五月召任刑部尚书，赴官至苏州卒，享年七十六。赠太子太保，谥端肃。

## 家族
曾祖父趙玟；祖父趙昺，贈刑部貴州司主事；父趙塤，曾任府同知。母諸氏（贈安人），繼母魯氏（封安人）。